# Mimocentrura bicristata
Mimocentrura bicristata är en skalbaggsart som beskrevs av Stefan von Breuning 1940. Mimocentrura bicristata ingår i släktet Mimocentrura och familjen långhorningar. Inga underarter finns listade i Catalogue of Life.